# Струве, Аманд Егорович
Аманд Его́рович Стру́ве (Де-Струве Адам Егорович, 30 мая 1835 — 12 сентября 1898) — русский военный инженер, предприниматель, специалист в области мостостроения. Инженер-генерал-лейтенант (1896). 

## Биография
Аманд Струве родился в Петербурге, в обедневшей дворянской семье. Здесь же впоследствии он блестяще окончил вначале Главное инженерное артиллерийское училище, а затем и Николаевскую инженерную академию. Как талантливый выпускник он некоторое время стажировался за счет государства за границей. Затем ушёл в запас, три года работал инженером на строившейся тогда Московско-Нижегородской железной дороге. В 1860 году его приглашает на работу Общество Московско-Саратовской железной дороги. Здесь он спроектировал в 1862 году и построил свой первый железнодорожный мост через Москву-реку близ Коломны.
За сходную цену он построил временный железнодорожный мост (245,4 м) через Москву-реку в Коломне. 20 июля 1862 года вступил в строй коломенский участок дороги (124 км) — по счету 19 действовавшая тогда железнодорожная линия в России. Между Москвой и Коломной началось регулярное движение поездов.
Дорога подошла к реке Оке. Нужно было через неё строить постоянный мост, длина которого должна превышать в два с лишним раза только что построенный москворецкий. А. Е. Струве и на этот раз предложил свои услуги в качестве производителя работ. У него были навыки дельца-инженера.
12 сентября (24-го по новому стилю) 1863 года между Струве и крестьянами села Боброво было достигнуто соглашение об аренде земельного участка под мастерскую, где вскоре началось изготовление металлических ферм для строящегося железнодорожного моста через Оку.
В том же 1863 году Аманд Струве основал механический и литейный Завод инженеров братьев Струве (ныне — Коломенский завод) и управлял им до 1866 года, когда передал полномочия своему брату Густаву Струве, а затем вновь, после смерти брата, с 1882 года.
В 1867 году инженер-капитан Струве переводится на службу в Киев. Под руководством Аманда Егоровича и благодаря его смекалке, в Киеве в кратчайшие сроки был возведен капитальный железнодорожный мост через Днепр, что стало мировой сенсацией. 13 опор этого моста длиной 1068 м строились с применением новейшей и передовой кессонной технологии. При этом А.Е. Струве отказался от услуг иностранных компаний, чем удешевил стоимость работ по возведению такой махины. Строительство обошлось в 3 млн. 200 тыс. рублей. Император Александр II повысил инженер-капитана А.Е. Струве до чина полковника.
В 1870 году Харьковско-Николаевская железная дорога подошла к Кременчугу с двух сторон: Харьков-Кременчуг и Елизаветград-Крюков. Объединить эти участки в одну линию было поручено инженер-полковнику А. Струве. А. Струве уже приходилось проектировать и строить мосты через р. Оку в Коломне, Серпухове и через Днепр в Киеве (железнодорожный мост длиной 1067 м, построен 13 (25) февраля 1870 года, взорван 19 сентября 1941 г.). Но мост через р. Днепр в Кременчуге самый большой из всех построенных А.Струве ранее. Металлический мост в Кременчуге состоял из 12 железных ферм, опирающихся на два каменных устоя по обоим берегам реки и речных быках. Длина моста — 962 м. Основания быков и береговых устоев опущены до скального грунта. Рельсы были уложены на поперечные балки ферм, а для проезда гужевого транспорта был сделан настил из досок. Струве строил мост основательно и не удивительно, что восстановленный после войны новый мост покоится на тех же быках. Его строительство было завершено на год раньше запланированного срока, что сэкономило казне более 1 млн рублей. Торжественное открытие и освящение моста состоялось 25 марта 1872 года. Вслед за мостом в Кременчуге А. Струве построил знаменитый Литейный мост. Последующими творениями А. Е. Струве стали мост Бородинский, Москворецкий, Крымский и Краснохолмский мосты в Москве. Все металлические конструкции для этих мостов монопольно производились на родном заводе А.Е. Струве в Коломне.
В 1873 году приобретен небольшой Кулебакский горный завод. Кулебакский завод на тот период имел одну доменную печь и производил чугун. Там было организовано производство проката, поделочной стали, а также прокатка листового железа, выделка осей и первых в России бандажей. Топливом на обоих заводах служили дрова, торф и древесный уголь из собственных заготовок, а впоследствии — нефть, кокс и уголь, привозимые водным путём и по железной дороге. На Всероссийской художественно-промышленной выставке 1882 года Общество Коломенского машиностроительного и Кулебакского горного и сталелитейного заводов представило ряд интересных экспонатов, которые привлекли всеобщее внимание, за что заводы были награждены правом изображения государственного герба на собственной продукции.
В 1873 году в Ялте стал одним из учредителей «Товарищество для содействия и распространения удобств жизни в городе Ялта». Среди других были князь С. М. Воронцов, адмирал Н. М. Чихачёв, предприниматель П. И. Губонин; личный капитал вложила императрица Мария Александровна. «Товарищество» рассчитывало в течение нескольких лет построить в городе гостиницу международного класса, построить водопровод, газовое освещение, а также наладить экипажное сообщение по южному берегу Крыма.
В Коломне А.Е. Струве строил свои замечательные пароходы и паровозы. В 1878 г. был изготовлен его пассажирский паровоз типа 1-3-0 с трехосным тендером. Этот локомотив развивал скорость до 35 км/ч и считался одним из лучших в Европе. За этот успех в 1879 году А.Е. Струве было присвоено звание инженер генерал-майор. И в этот же год А.Е. Струве построил товарный паровоз, который развивал скорость 45 км/ч и был признан лучшим паровозом того периода. В честь данного события выпустили памятную медаль с изображением самого паровоза и надписью “Да здравствует русская инженерная мысль!”. К этому времени завод выпускал почти треть паровозов в России.
Также А.Е. Струве изобрёл и построил в Киеве в 1891 году трамвай, в Коломне стали строить ещё и трамвайные вагоны.
Скончался 12 сентября 1898 г. в Коломне. Он был похоронен с почестями на Волковом лютеранском кладбище в Петербурге. Его деятельность может служить образцом для современных российских предпринимателей.

## Воинские звания
- В службу вступил (20.09.1851)[2]
- Прапорщик (11.06.1855)
- Подпоручик (22.06.1856)
- Поручик (23.06.1857)
- Штабс-капитан (17.04.1862)
- Капитан (24.09.1864)
- Полковник (26.02.1870)
- Инженер-генерал-майор (16.11.1879, на основании Манифеста 1762 года; старшинство с 27.08.1886)
- Инженер-генерал-лейтенант (14.05.1896)

## Награды
- Орден Святой Анны 2-й ст. (1872)[2]
- Орден Святого Владимира 3-й ст. (1878)
- Орден Святого Станислава 1-й ст. (1886)

## Семья
Правнук Антона Себастьяна фон Струве, внук дипломата Густава Струве, сын управляющего лесными угодьями Королевства Польского Георга фон Струве, брат Густава и Генриха Струве. Множество родственников Струве (дядья, двоюродные братья) были русскими дипломатами. Женившись на Аннетте Вильгельмине фон Крюдинер, усыновил её детей от первого брака; один из них, Александр Амандович Крюденер-Струве, был депутатом Государственной Думы первого и третьего созывов, его сын — музыковед Борис Струве.